# Coupe Davis 1904
Navigation
Édition précédente Édition suivante
La Coupe Davis 1904 est la quatrième épreuve masculine du nom. Lieu Worple Road, Wimbledon, Londres, Grande-Bretagne.
Première manche du 27 au 29 juin et finale du 2 au 5 juillet. Deuxième victoire consécutive pour les Îles Britanniques dont le Royaume-Uni est l'héritier.

## Premier tour
Belgique bat  Autriche par forfait.

## Deuxième tour (finale première manche)
Belgique bat  France 3 victoires à 2.
- 1  Max Decugis bat Paul de Borman 6-5, 4-3 abandon
- 2  William le Maire de Warzée bat Paul Aymé 6-1, 6-0, 6-1
- 3  Paul Aymé / Max Decugis battent Paul de Borman / William le Maire de Warzée 5-7, 6-4, 0-6, 6-4, 6-2
- 4  Paul de Borman bat Paul Aymé 1-6 3-6 6-2 6-1 3-6
- 5  William le Maire de Warzée bat Max Decugis 5-7, 8-6, 0-6, 6-4, 6-2

## Finale
Royaume-Uni bat  Belgique 5 victoires à 0.
- 1  Frank Riseley bat William le Maire de Warzée 6-1, 6-4, 6-2
- 2  Hugh Lawrence Doherty bat Paul de Borman 6-4, 6-1, 6-1
- 3  Reginald Frank Doherty / Hugh Lawrence Doherty battent Paul de Borman / William le Maire de Warzée 6-0, 6-1, 6-3
- 4  Hugh Lawrence Doherty bat William le Maire de Warzée par forfait
- 5  Frank Riseley bat Paul de Borman 4-6, 6-2, 8-6, 7-5